# L'Ametlla de Mar
L'Ametlla de Mar är en kommun i Spanien.   Den ligger i provinsen Província de Tarragona och regionen Katalonien, i den östra delen av landet, 400 km öster om huvudstaden Madrid. Antalet invånare är 7 688. Arean är 67 kvadratkilometer. L'Ametlla de Mar gränsar till El Perelló, Tivissa och Vandellòs i l'Hospitalet de l'Infant. 
Terrängen i L'Ametlla de Mar är platt åt sydväst, men norrut är den kuperad.